# International Financial Reporting Standard 5
Der International Financial Reporting Standard 5 (IFRS 5) ist ein Rechnungslegungsstandard des International Accounting Standards Board (IASB) und umfasst Regelungen zur Bilanzierung von zur Veräußerung gehaltenen langfristigen Vermögenswerten und aufgegebenen Geschäftsbereichen.
Die Regelungen gelten für alle zur Veräußerung gehaltenen langfristigen Vermögenswerte mit folgenden Ausnahmen:
- aktive latente Steueransprüche (IAS 12),
- Vermögenswerte, die aus Leistungen an Arbeitnehmer resultieren (IAS 19),
- Finanzinstrumente, die unter IAS 39 fallen,
- als Renditeliegenschaft zum beizulegenden Zeitwert bewertete Immobilien IAS 40,
- nach IAS 41 (Landwirtschaft) zum beizulegenden Zeitwert abzüglich geschätzter Verkaufskosten angesetzte Vermögensgegenstände und
- Ansprüche aus Versicherungsverträgen.

Ein oder eine Gruppe langfristiger Vermögensgegenstände wird als „zur Veräußerung vorgesehen“ klassifiziert, wenn der Gegenstand sofort oder höchstwahrscheinlich in naher Zukunft (innerhalb eines Jahres) realistischerweise veräußerbar ist und die Veräußerung beschlossen ist und aktiv verfolgt wird. So klassifizierte Vermögensgegenstände sind zum niedrigeren aus Buchwert und beizulegendem Zeitwert abzüglich der Veräußerungskosten zu bewerten. Der Wertminderungsaufwand ist erfolgswirksam zu erfassen. Zur Veräußerung klassifizierte langfristige Vermögensgegenstände werden dann nicht mehr abgeschrieben und sind in der Bilanz separat auszuweisen.